# Aeroportul Ipil
Aeroportul Ipil (IATA: IPE, ICAO: RPMV) este un aeroport din Ipil⁠(d), Zamboanga Sibugay⁠(d), Zamboanga Peninsula⁠(d), Filipine ce deservește zona Ipil⁠(d). Aeroportul a fost tranzitat în 2021 de 0 pasageri. A fost numit după zona deservită.
Situat la o altitudine de 16 m, aeroportul dispune de o singură pistă. Este operat de Civil Aviation Authority of the Philippines⁠(d).